# Eusocialitate

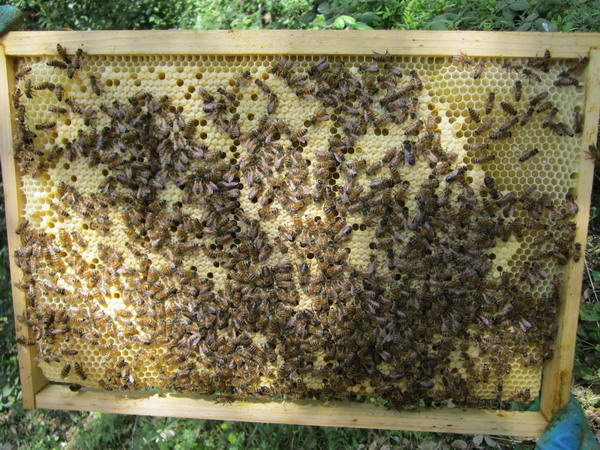
Creșterea cooperativă a puietului, văzută aici la albine, este o condiție de eusocialitate.

Eusocialitate (din greacă εὖ eu „bun” și „social”), cel mai înalt nivel de organizare a socialității, este definit de următoarele caracteristici: îngrijire cooperativă adescendenților (inclusiv îngrijirea descendenților de la alte persoane), generații suprapuse într-o colonie de adulți și o împărțire a muncii în grupuri de reproducere și non-reproducere. Diviziunea muncii creează grupuri comportamentale specializate în cadrul unei societăți de animale, care sunt uneori denumite „caste”. Eusocialitatea se distinge de toate celelalte sisteme sociale, deoarece indivizii din cel puțin o castă își pierd, de obicei, capacitatea de a efectua cel puțin un comportament caracteristic indivizilor dintr-o altă castă.
Eusocialitatea există la anumite insecte, crustacee și mamifere.  Este cea mai observată și studiată la himenoptere (furnici, albine, și viespi) și la Isoptera (termite). O colonie are diferențe de castă: reginele și masculii reproductivi preiau rolurile de unici reproducători, în timp ce soldații și lucrătorii lucrează împreună pentru a crea o situație de viață favorabilă puietului. În plus față de Himenoptere și Isoptere, există două vertebrate eusociale cunoscute printre rozătoare s: șobolanul de aluniță gol și șobolanul de aluniță damaraland. Unii creveți, cum ar fi Synalpheus regalis, sunt, de asemenea, eusociali. E. O. Wilson și alții au susținut că oamenii au dezvoltat o formă slabă de eusocialitate, dar aceste argumente au fost contestate.